# خربة السوق (عجلون)

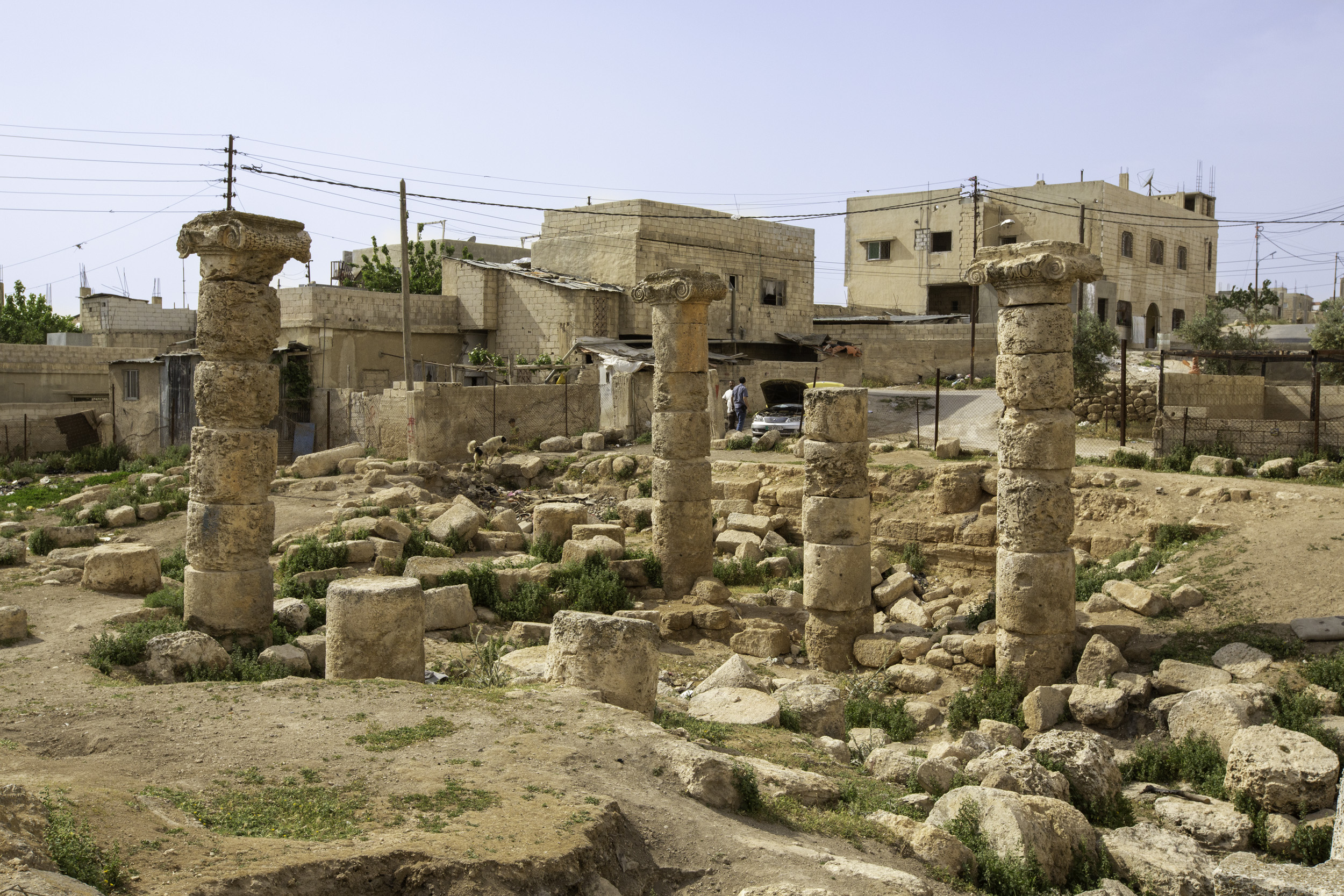
صورة عامة للخربة

خربة السوق منطقة سكنية تقع في لواء قصبة عمان، محافظة العاصمة في الأردن. تنتمي المنطقة لقضاء عمان الذي يضم 28 منطقة. يقدر عدد سكانها بـ 121 نسمة حسب إحصاء 2015.

## الوصلات الخارجية
- دائرة الاحصاءات العامة